# Brachybliastes paltaybamba
Brachybliastes paltaybamba är en insektsart som först beskrevs av Andrew Nelson Caudell 1913.  Brachybliastes paltaybamba ingår i släktet Brachybliastes och familjen vårtbitare. Inga underarter finns listade i Catalogue of Life.